# Swaramwara
Swaramwara (też  Swajamwara, dewanagari स्‍वयं‍वर) – ceremonia hinduistyczna z okresu wedyjskiego. Celem jej było dokonanie wyboru przyszłego męża przez dziewczynę gotową do zamążpójścia. Jeden z warunków to, aby uczestniczący w ceremonii zainteresowani mężczyźni należeli do tej samej warny co dziewczyna.
Swajamwara opisywana była dopiero w literaturze dharmaśastr i dziełach późniejszych.

## Etymologia
Sanskryckie słowo svayamvara o znaczeniu własny wybór wywodzi się od następujących rdzeni:
- czasownikowego vṛ – wyszukiwać, wybierać
- przymiotnikowego svayam – z własnego popędu, sama (samo) przez się[2].

## Przykłady
- Ramajana

1. Sita i Rama

- Mahabharata

1. Sawitri i Satjawan
2. Damajanti i Nala
3. Draupadi i pięciu braci Pandu